# Dogecoin
Dogecoin (DOGE) — криптовалюта с открытым исходным кодом, основанная на механизме работы Litecoin и Bitcoin. Названа в честь интернет-мема Doge. Была представлена 8 декабря 2013 года. Отличается высокой скоростью транзакций и низкой комиссией. Среднее время создания блока Dogecoin составляет 1 минуту (для Биткойна это 10 минут, для Litecoin — 2,5 минуты). Считается первой «мемной криптовалютой». Несмотря на её сатирический характер, Dogecoin быстро развил онлайн-сообщество и на текущий момент активно внедряется в сфере онлайн-платежей.
Dogecoin известен как «весёлая и дружелюбная интернет-валюта» из-за своего «шуточного» происхождения. Инженеры-программисты Билли Маркус и Джексон Палмер запустили сатирическую криптовалюту, чтобы высмеять биткойн и многие другие криптовалюты, полезность для практического применения которых часто преувеличивается.

## История создания
Dogecoin был создан программистом из Портланда Билли Маркусом и инженером-программистом Adobe Джексоном Палмером. Они хотели создать криптовалюту, которая была бы ближе к людям, а также дистанцироваться от истории биткойна из-за его использования в качестве средства платежа для торговли наркотиками, оружием и людьми в Даркнете.
Dogecoin был официально запущен 6 декабря 2013 года.
За основу криптовалюты Dogecoin была взята криптовалюта Litecoin. Изначально механизм майнинга был перенят у криптовалюты Luckycoin, где вознаграждение майнеру за добытый блок определялось случайным образом. В марте 2014 года произошло крупное обновление блокчейна Dogecoin. Изначально задумывалось, что размер эмиссии составит 100 млрд DOGE, но в результате обновления эмиссия стала фиксированной в размере 10 000 монет за блок (5 млрд 256 млн монет в год), неограниченное количество лет.

## Применение
Dogecoin — это криптовалюта с большой пользовательской базой, которая торгуется на криптовалютных биржах и розничных инвестиционных платформах.
Dogecoin подходит для ежедневных покупок и платежей из-за своей скорости блокирования (1 блок за 1 минуту) и низкой комиссии за транзакции размером 0,01 DOGE (0,0014 $ на 09.04.2022). Для сравнения, Bitcoin имеет среднюю комиссию от 1,19 $ до 62,79 $ и скорость блокирования в 10 минут.
Производитель электромобилей Tesla выпустил мерч и электроквадроцикл, продаваемые эксклюзивно за Doge.
Крупнейшая в мире сеть кинотеатров AMC принимает Dogecoin к оплате.
Илон Маск, публичный сторонник Doge, заявил что эта криптовалюта будет в дальнейшем приниматься к оплате компанией Tesla, Starlink, Starship, SolarRoof, а также на заправках электромобилей в качестве средства платежа. Он также заявил, что планирует открыть университет в штате Техас с оплатой обучения в догекойнах.
Планируемая на 1 квартал 2022 года (перенесена на июль) лунная миссия Doge-1 была полностью оплачена догекойнами канадской компанией Geometric Energy Corporation. В рамках миссии спутник Doge-1 будет выведен на орбиту Луны на ракете Falcon 9.
Сообщество Dogecoin неоднократно поддерживало сбор средств на благотворительность. В январе 2014 года сообщество участвовало в сборе 50 тыс. долларов сборной Ямайки по бобслею для участия в Зимних Олимпийских играх 2014, которая получила квалификацию, но не обладала средствами для участия в соревнованиях. 25 марта 2014 года сообщество также собрало около 67,8 млн DOGE (около 55 тыс. долларов на тот момент), чтобы финансово поддержать гонщика Джоша Уайза (NASCAR Sprint Cup Series 2012). На следующих соревнованиях он будет выступать в машине с символикой Dogecoin.

## Транзакции
Dogecoin, подобно Bitcoin и Litecoin, использует адресацию на основе хэша открытых ключей. Адреса Dogecoin состоят из 34 символов (как в верхнем, так и нижнем регистре) и начинаются с буквы D.
В декабре 2013 года Dogecoin поставил рекорд по суточному количеству транзакций, превзойдя в совокупности все остальные криптовалюты в 2,5 раза.

## Объём эмиссии
Изначально Dogecoin имел объём эмиссии в 100 млрд монет, однако в 2014 году ограничение в 100 млрд было убрано в результате хард-форка сети Dogecoin по предложению Джексона Палмера.
В результате обновления эмиссия Doge стала фиксированной в размере 10 000 монет за 1 блок. Таким образом, в год выпускается 5 млрд 256 млн Doge. С 2014 года по 9 апреля 2022 добыто 132,67 млрд монет. К 2030 году количество Doge в обращении составит 174,71 млрд монет, к 2040 году — 227,27 млрд монет.
Таким образом можно заранее посчитать объём эмиссии Doge на любой срок.

## Исторические события
В июле 2020 года цена Dogecoin резко выросла из-за флешмоба в TikTok, направленного на то, чтобы цена монеты достигла 1 доллара.
В январе 2021 года Dogecoin подорожал более чем на 800 % за 24 часа, достигнув цены в 0,7 доллара в результате запущенного опроса WallStreetBets на Reddit. В феврале 2021 года Dogecoin достиг нового максимума цены в 0,8 доллара после серии сообщений Илона Маска в Твиттер.
В марте 2021 года миллиардер Марк Кьюбан объявил, что его команда «Даллас Маверикс» разрешит покупать билеты на матчи, сувенирную продукцию и еду за Dogecoin. В течение двух дней Кьюбан объявил, что его франшиза стала крупнейшим продавцом Dogecoin, выполнив более 20 000 транзакций.
В ноябре 2021 года в сети Dogecoin было выпущено обновление, в результате которого комиссия за транзакции была снижена с 1 Doge до 0,01 Doge.
В январе 2022 года компания Tesla объявила, что теперь её товары можно покупать за Dogecoin. Компания отметила, что принимает исключительно криптовалюту Dogecoin.
В марте 2022 года крупнейшая сеть кинотеатров AMC начала принимать Dogecoin к оплате.

### DOGE-1
В мае 2021 года канадская технологическая компания Geometric Energy Corporation и SpaceX объявили о планируемом запуске на лунную орбиту спутника DOGE-1 формата CubeSat. Космическая миссия была полностью оплачена криптовалютой Dogecoin. Спутник массой 40 кг должен был стать дополнительной нагрузкой миссии Intuitive Machines IM-1, в ходе которой на Луну должны были доставить аппарат NOVA-C. Из-за смещения этого запуска неоднократно откладывался и запуск DOGE-1.
DOGE-1 был оснащён камерами и датчиками для анализа лунной поверхности, а также экраном, на который выводились бы реклама, логотипы и цифровые изображения, и отдельной камерой, которая транслировала бы видеоряд в Twitch и Youtube. В ходе миссии планировалось создавать на базе собранных изображений NFT, которые продавались бы на онлайн-аукционе. Помимо GEC проектом занимался блокчейн-разработчик Unizen, который должен был обеспечить связь спутника с наземной блокчейн-инфраструктурой.
Миссия, полностью профинансированная Dogecoin воплощала популярный среди блокчейн-энтузиастов лозунг to the moon!, отсылающий к резкому росту стоимости токенов при сочетании факторов. Известности проекта также поспособствовал Илон Маск, известный симпатией к Dogecoin.
В ноябре 2023 года DOGE-1 получил одобрения Федеральной комиссии по связи и Национального управления по телекоммуникациям и информации США на использование диапазонов связи. Однако запуск DOGE-1 в рамках миссии IM-1 в начале 2024 года не состоялся.
Также не имела успеха другая миссия, в рамках которой сувенирный физический Dogecoin должен был быть отправлен на Луну аэрокосмической компанией Astrobotics на модуле Peregrine, запущенном на новой ракете Vulcan Centaur. В ходе миссии из-за технического сбоя посадочный модуль потерял возможность достичь Луны и безопасно спуститься на поверхность. После проведения экспериментов на земной орбите, операторы сожгли его в земной атмосфере.